# Cavus
Cavus (plurale: cavi) è un termine latino che indica una generica depressione o una concavità; è di uso comune in esogeologia per designare depressioni irregolari particolarmente ripide presenti sulla superficie dei corpi celesti, la cui origine non sia dovuta all'impatto di un asteroide (in tal caso si parlerebbe naturalmente di cratere). Spesso si ritrovano in gruppo, ma esistono anche formazioni di questo tipo assolutamente isolate. Il termine è stato assegnato a depressioni presenti su Marte, su Plutone e sui satelliti gioviano Europa e nettuniano Tritone.

## Convenzioni di nomenclatura
- Marte: i cavi mantengono i nomi classici precedentemente usati per designare le regioni circostanti.
- Plutone: i cavi sono intitolati a luoghi o personaggi connessi con l'oltretomba in varie culture.
- Europa: i cavi sono intitolati a luoghi connessi con la mitologia celtica.
- Tritone: i cavi sono intitolati a divinità dell'acqua o comunque rappresentate sotto forma di pesci, rettili o anfibi.

## Cavus
Cavi su Marte:
- Amenthes Cavi
- Argyre Cavi
- Ausonia Cavus
- Avernus Cavi
- Boreum Cavus
- Cavi Angusti
- Dalu Cavus
- Deuteronilus Cavus
- Ganges Cavus
- Hadriacus Cavi
- Hiddekel Cavus
- Hydrae Cavus
- Hyperborei Cavi
- Ismenius Cavus
- Juventae Cavi
- Layl Cavus
- Malam Cavus
- Nat Cavus
- Noc Cavus
- Octantis Cavi
- Oenotria Cavi
- Olympia Cavi
- Ophir Cavus
- Oxus Cavus
- Peraea Cavus
- Scandia Cavi
- Sisyphi Cavi
- Tenuis Cavus
- Usiku Cavus

Cavi su Europa:
- Moyle Cavus

Cavi su Plutone:
- Adlivun Cavus
- Hekla Cavus

Cavi su Tritone:
- Apep Cavus
- Bheki Cavus
- Dagon Cavus
- Hekt Cavus
- Hirugo Cavus
- Kasyapa Cavus
- Kulilu Cavus
- Mah Cavus
- Mangwe Cavus
- Ukupanio Cavus